# Lambert Dushimimana
Lambert Dushimimana (* 29. August 1971) ist ein ruandischer Politiker. Er war ab Oktober 2019 Senator und von September 2023 bis November 2024 Gouverneur der Westprovinz.

## Ausbildung und Karriere
Dushimmimana hat einen Bachelor of Laws von der University of Rwanda und einen Master of Laws in internationalem Recht von der University of Pretoria in Südafrika.
Von April 2005 bis April 2010 hielt er Vorlesungen an der juristischen Fakultät der University of Rwanda. Anschließend war er bis Mai 2014 leitender Staatsanwalt für Gesetzesentwürfe im Justizministerium. Im Anschluss war er bis Februar 2016 Abteilungsleiter für Gesetzesrevisionen in der Rwanda Law Reform Commission (RLRC). Von Februar 2016 bis September 2019 wurde er Vorsitzender des Bezirksrats von Rubavu in der Westprovinz. Im Oktober 2019 wurde Dushimimana im Distrikt Rubavu zum Senator gewählt. Im Senat war er zudem Vorsitzender des Ausschusses für politische Angelegenheiten und Regierungsführung. Im September 2023 wurde Dushimimana als Nachfolger von François Habitegeko, der das Amt seit März 2021 innehatte, zum Gouverneur der Westprovinz ernannt. Sein Nachfolger wurde wiederum am 5. Juni 2024 Jean Bosco Ntibitura.